# Городское поселение посёлок Пеледуй
Городско́е поселе́ние посёлок Пеледуй — муниципальное образование в Ленском районе Якутии Российской Федерации.
Административный центр — пгт Пеледуй.

## История
Статус и границы городского поселения установлены Законом Республики Саха (Якутия) от 30 ноября 2004 года N 173-З N 353-III «Об установлении границ и о наделении статусом городского и сельского поселений муниципальных образований Республики Саха (Якутия)».

## Население
| 2011  | 2012  | 2013  | 2014  | 2015  | 2016  | 2017  |
| ----- | ----- | ----- | ----- | ----- | ----- | ----- |
| 5241  | ↗5291 | ↘5202 | ↘5166 | ↘5024 | ↘4857 | ↘4716 |
| 2018  | 2019  | 2020  | 2021  | 2023  |       |       |
| ↘4678 | ↘4565 | ↘4502 | ↘3562 | ↗3578 |       |       |

## Состав городского поселения
| № | Населённый пункт        | Тип населённого пункта      | Население |
| - | ----------------------- | --------------------------- | --------- |
| 1 | Крестовский Лесоучасток | село                        | ↘0        |
| 2 | Пеледуй                 | пгт, административный центр | ↗3578     |